# Rayo OKC
Rayo Oklahoma City ist ein ehemaliger US-amerikanisches Fußball-Franchise der North American Soccer League in Oklahoma City, Oklahoma.
Nach nur einer Saison in der North American Soccer League stellte die Mannschaft seinen Spielbetrieb wieder ein.

## Geschichte
Am 10. November 2015 gab die North American Soccer League bekannt, dass ab der Saison 2016 mit Rayo OKC ein neues Franchise in der Liga antreten wird. Haupteigentümer der Mannschaft ist der Spanier Raúl Martín Presa, welchem auch der spanische Fußballklub Rayo Vallecano gehört. Das Management übernahmen zum größten Teil ehemalige Mitarbeiter von Oklahoma City FC. Der Kanadier Alen Marcina übernahm das Traineramt.
Zur ersten Saison konnte das Franchise eine Reihe an International-erfahrenen Spieler verpflichten. Unter ihnen befinden sich u. a. der griechische Nationalspieler Georgios Samaras, der ghanaische Nationalspieler Derek Boateng und auch der Bundesliga erfahrene Torhüter Daniel Fernandes. Am ersten Spieltag kam die Mannschaft nicht über ein Unentschieden beim FC Edmonton hinaus. Der erste Sieg gelang am dritten Spieltag mit 3:2 gegen den Miami FC. Der erste Torschütze des Franchise ist der Jamaikaner Ryan Johnson, er erzielte am 9. April 2016 das erste Tor in der Klub-Historie.
Die Saison wurde mit einem 8. Platz in der Spring Season und einem 4. Platz in der Fall Season beendet.
Am 1. Dezember 2016 wurde bekannt, dass Rayo OKC alle seine Spieler freigestellt hat und keiner der Franchise-Verantwortlichen beim jährlichen Treffen der NASL-Klubbesitzer waren. Im Januar 2017 wurde dann offiziell der Spielbetrieb eingestellt.

## Stadion
Die Heimspiele wurden im Miller Stadium ausgetragen. Das 6.000 Zuschauer fassende Stadion befindet sich auf dem Gelände der Yukon High School in Yukon, Oklahoma.

## Spieler und Mitarbeiter

### Letzter Kader
Stand: 2. Mai 2016
| Nr. |                              | Position | Name                   |
| --- | ---------------------------- | -------- | ---------------------- |
| 1   | Vereinigte Staaten           | TW       | Caleb Patterson-Sewell |
| 2   | Vereinigte Staaten           | AB       | Rauwshan McKenzie      |
| 4   | Spanien                      | AB       | Juanan                 |
| 5   | Honduras                     | AB       | Erick Norales          |
| 6   | El Salvador                  | MF       | Richard Menjivar       |
| 7   | Turksinseln und Caicosinseln | ST       | Billy Forbes           |
| 8   | Vereinigte Staaten           | MF       | Tyler Gibson           |
| 9   | Griechenland                 | ST       | Giorgos Samaras        |
| 10  | Kolumbien                    | MF       | Sebastián Velásquez    |
| 11  | Brasilien                    | MF       | Pecka                  |
| 13  | Vereinigte Staaten           | AB       | Hugo Rhoads            |
| 14  | Vereinigte Staaten           | MF       | Jarad van Schaik       |

| Nr. |                    | Position | Name             |
| --- | ------------------ | -------- | ---------------- |
| 18  | Honduras           | MF       | Marvin Chávez    |
| 19  | Vereinigte Staaten | ST       | Ian Svantesson   |
| 20  | Ghana              | MF       | Derek Boateng    |
| 22  | Portugal           | TW       | Daniel Fernandes |
| 23  | Jamaika            | ST       | Ryan Johnson     |
| 24  | Spanien            | MF       | Yuma             |
| 27  | Japan              | AB       | Kosuke Kimura    |
| 31  | Brasilien          | MF       | Michel           |
| 55  | Vereinigte Staaten | ST       | Robbie Findley   |
| 98  | Gambia             | AB       | Mamadou Danso    |
| --  | Guatemala          | AB       | Moises Hernandez |

### Trainerstab
Stand: 2. Mai 2016
- Alen Marcina – Trainer
- Dario Pot – Assistenztrainer
- Adam Burns – Assistenztrainer
- Tyler Wythe – Assistenztrainer